# Mihálytelek
Mihálytelek (1886-ig Mihalova, szlovákul: Michalová) község Szlovákiában, a Besztercebányai kerületben, a Breznóbányai járásban.

## Fekvése
Breznóbányától 12 km-re délkeletre, a Rohozsna-patak partján fekszik.

## Története
A falu 1788-ban kamarai bányásztelepülésként vasércbányák közelében keletkezett. Lakói főként bányászok, erdei munkások voltak.
A 18. század végén Vályi András így ír róla: „MIHÁLYKOVA. Tót falu Zólyom Vármegyében.”
Fényes Elek 1851-ben kiadott geográfiai szótárában így ír a faluról: „Michalova, tót falu, Zólyom vmegyében, 265 kath., 28 evang. lak.”
A trianoni diktátumig Zólyom vármegye Breznóbányai járásához tartozott.
Ma vasút- és buszvonal köti össze Breznóbányával és Tiszolccal.

## Népessége
| Év:            | 1994. | 2004.   | 2014.   | 2024.    |
| -------------- | ----- | ------- | ------- | -------- |
| Emberek száma: | 1371  | 1391    | 1372    | 1208     |
| Eltérés:       |       | +1,45 % | -1,36 % | -11,95 % |

| Év:            | 2023. | 2024.   |
| -------------- | ----- | ------- |
| Emberek száma: | 1234  | 1208    |
| Eltérés:       |       | -2,10 % |

1910-ben 665, túlnyomórészt szlovák anyanyelvű lakosa volt.
2001-ben 1371 lakosából 1360 szlovák volt.
2011-ben 1368 lakosából 1259 szlovák volt.

## Nevezetességei
- A falu temploma 1890-ben épült.

## Külső hivatkozások
- Községinfó
- Mihálytelek Szlovákia térképén
- A község a Murányi kistérség honlapján
- Tourist-channel.sk
- E-obce.sk[halott link]